# 小川尚義
小川尚義（1869年3月21日—1947年11月20日）是日本明治至昭和前期的語言學者、台語和台灣南島語言研究者、辭書編纂者。台北帝國大學名譽教授。有「台灣語言學先驅」、「台灣語言學之父」之稱。

## 生平
- 1869年（明治2年）3月21日，小川尚义生於伊予國溫泉郡（現在的愛媛縣松山市勝山町）。
- 1883年（明治16年），毕业于愛媛縣松山中學校（日语：愛媛県立松山東高等学校）。
- 1887年（明治20年）9月，第一高等中學校預科入學。和正岡子規相熟。
- 1891年（明治24年），升学至第一高等中學校本科一部（文科）。
- 1893年（明治26年）9月，进入帝國大學文科大學博言學科（現東京大學文學部言語學科）学习，師从上田萬年教授。
- 1896年（明治29年），毕业于帝國大學文科大學博言學科。同年10月、工作于台灣總督府學務部。研究台語、台灣南島語言等語言。任台灣總督府國語學校（現在的國立台北教育大學、台北市立教育大學等）教授、兼任臺北高等商業學校校長。
- 1930年（昭和5年），任台北帝大文政學部教授。
- 1936年（昭和11年），离任台北帝大。后獲學士院恩賜賞。回歸故鄉松山，晩年沉浸於下掛寶生流（日语：宝生流 (ワキ方)）謡曲。
- 死于1947年（昭和22年）11月20日，享壽79。

## 著作
- 『日台小辭典』（1897；和上田萬年共著）
- 『日台大辭典』（台灣總督府編、1907）
- 『パイワン語集』（台灣總督府編、1930）
- 『アタヤル語集』（台灣總督府編、1931）
- 『臺日大辭典』（台灣總督府編、上：1931、下：1932）
- 『アミ語集』（台灣總督府編、1933）
- 『原語による台灣高砂族傳說集』（台北帝國大學言語學研究室編、1935；和淺井惠倫共同調査）
- 『新訂日台大辭典』（台灣總督府編、1938上卷刊行）

## 關連項目
- 夏目漱石（舊制第一高等學校學長）、 正岡子規（松山中學學長）、 秋山真之（母方親戚、松山中學學長）、 勝田主計（松山中學學弟、第一高等學校同級）、淺井惠倫（語言學者、弟子）
- 日治時期，對台灣語言學、文學研究有貢獻的日人學者，目前已知的有：小川尚義、原田季清(專攻中國小說史)、島田謹二、神田喜一郎。

## 外部連結
- 小川尚義--臺灣原住民歷史語言文化大辭典 （页面存档备份，存于）
- 台湾语言学先驱小川尚义教授 （页面存档备份，存于）